# Fina de Calderón
Josefina de Attard y Tello, conocida artísticamente como Fina de Calderón (Madrid, 21 de agosto de 1927-Madrid, 12 de enero de 2010) fue una escritora, música, compositora y poetisa española.

## Biografía
De joven estudió violín y compuso sus primeros poemas mientras permanecía hospitalizada a causa de una coxalgia en Berck Plage, Francia. Cuando sólo tenía once años, sus poemas interesaron a la escritora francesa Colette, que consiguió que fueran interpretados en la Comedia Francesa y publicados en las principales revistas del género.
Actuó en la Sala Pléyel de París en un cuarteto de cuerda apadrinado por Pablo Casals, y pudo tratar y recibir la influencia de Jean Cocteau, Francis Jammes, Federico García Lorca, Gregorio Marañón, Juan Ramón Jiménez, Rafael Alberti, Gerardo Diego o Antonio Buero Vallejo, entre otros escritores y músicos; también colaboró con Joaquín Turina como letrista en su obra Las musas de Andalucía.
Maurice Chevalier y Edith Piaff la introdujeron en la canción ligera moderna, en la que a partir de los años 60 compuso temas destacados y premiados. Entre ellos el tema Caracola, fue elegido para representar a España en Eurovisión 1964 de la mano de Los TNT. También puso música a Los doce cuentos maravillosos escritos por la que después sería reina Fabiola de Bélgica.
Su carrera estuvo muy vinculada a Toledo, ciudad que siempre la interesó artística e históricamente, e hizo del Cigarral del Ángel, del que era propietaria, un centro de encuentro de poetas y actividades culturales de relevancia internacional. También creó las sesiones poéticas Los miércoles de la poesía en el Centro Cultural de la Villa de Madrid, apoyada por Enrique Tierno Galván. Impartió conferencias en numerosos países.
Se casó con Fernando Gutiérrez de Calderón, marqués de Mozamba del Pozo, y ambos tuvieron tres hijos: José Rafael, Mariola y Giovanna.
Tras sufrir un infarto cerebral en junio de 2009, su salud se fue deteriorando hasta fallecer el 12 de enero de 2010. Dejó una obra póstuma cuya presentación fue anunciada poco después: Toledario, un poemario dedicado a Toledo.

## Obras
- Fuego, grito, luna (teatro)
- La cicatriz de arena (poesía)
- En Roma (canción)
- La otra mitad (canción)
- Pouvoir (canción interpretada por Edith Piaff)
- Nous de París (canción interpretada por Maurice Chevalier)
- Caracola (canción que representó a España en el Festival de la Canción de Eurovisión 1964)
- Primer plano (canción interpretada por Víctor Manuel en 1966)
- Cancela (ballet)
- El Greco (ballet)

## Reconocimientos
- Lazo de Dama de Isabel la Católica
- Académico correspondiente de la Real Academia de Bellas Artes y Ciencias Históricas de Toledo
- Gran Cruz de la Orden de Alfonso X el Sabio
- Hija adoptiva de Toledo (1986)